# Khổng Thị Hằng
Khổng Thị Hằng (* 10. Oktober 1993 in Vĩnh Yên, Vĩnh Phúc) ist eine vietnamesische Fußballtorhüterin.

## Karriere

### Vereine
Auf Klubebene ist sie seit 2011 beim Than Khoáng Sản Việt Nam WFC aktiv.

### Nationalmannschaft
Erste Einsätze für die vietnamesische A-Nationalmannschaft sammelte sie ab 2013, so nahm sie mit ihrem Team auch an der Olympiaqualifikation für die Spiele 2016 teil. Nach der Asienmeisterschaft 2018, war sie dann auch bei den Asienspielen im selben Jahr dabei. Bei der Qualifikation für das Olympiaturnier 2020 stand sie dann bei allen Partien im Kasten. Ein paar Jahre später folgten für sie dann noch die Asienmeisterschaft 2022 und weitere Freundschaftsspieleinsätze.
Am 2. Juli 2023 wurde sie für den finalen Kader bei der Weltmeisterschaft 2023 nominiert.